# Ентебе
Ентебе (енгл. Entebbe) је град у Уганди с отприлике 90.500 становника. Смештен је на обали језера Укереве 35 km од главног града Кампале. Град се налази изузетно близу екватора, на свега 3 минута северне географске ширине. „Ентебе“ на локалном Луганда језику значи „столица“, а име је добио највероватније као место где је поглавица Буганда седео како би решавао судске спорове. Године 1893, је постао британски комерцијални а и административни центар. 
Ентебе је место где се налази Институт за вирусолошка истраживања у Уганди (UVRI), зоолошки врт, ботаничка башта и међународни аеродром који опслужује главни град Кампалу.

## Историја
Аеродром Ентебе је било поприште отмице и акције спасавања талаца, када су 4. јула 1976. израелски војници ослободили више од 100 особа које су отели палестински и западнонемачки терористи.

## Становништво
| 2014.  |
| ------ |
| 69.958 |

## Партнерски градови
- Калмар
- Ашкелон
- Kalmar Municipality

## Галерија
- Ентебе међународни аеродром
- црква Бугонга у Ентебеу